# Tramitichromis trilineatus
Tramitichromis trilineatus è una specie di ciclidi haplochromini endemica del Lago Malawi, che vive nella parte sud-orientale del lago, prediligendo acque poco profonde con substrati sabbiosi. Può raggiungere una lunghezza di 14 centimetri (5,5 in) TL. È presente nel commercio di pesci d'acquario.